# Riečka (okres Banská Bystrica)
Riečka je obec na Slovensku v okrese Banská Bystrica. Žije zde 832 obyvatel.
V obci se nachází jednolodní pozdně klasicistní římskokatolický kostel Nanebevzetí Panny Marie s půlkruhově ukončeným presbytářem, který byl postaven v roku 1858.

## Historie
První písemná zmínka o obci pochází z roku 1455. V roce 1921 zde stálo 115 domů a žilo zde 500 obyvatel.